# NGC 4991
NGC 4991 је спирална галаксија у сазвежђу Девица која се налази на NGC листи објеката дубоког неба.
Деклинација објекта је + 2° 20' 54" а ректасцензија 13h 9m 15,2s. Привидна величина (магнитуда) објекта NGC 4991 износи 14,7 а фотографска магнитуда 15,5. NGC 4991 је још познат и под ознакама CGCG 44-13, PGC 45604.